# Isodontia leonina
Isodontia leonina là một loài côn trùng cánh màng trong họ Sphecidae, thuộc chi Isodontia. Loài này được de Saussure miêu tả khoa học đầu tiên năm 1890.